# Beat Kappeler (Ökonom)

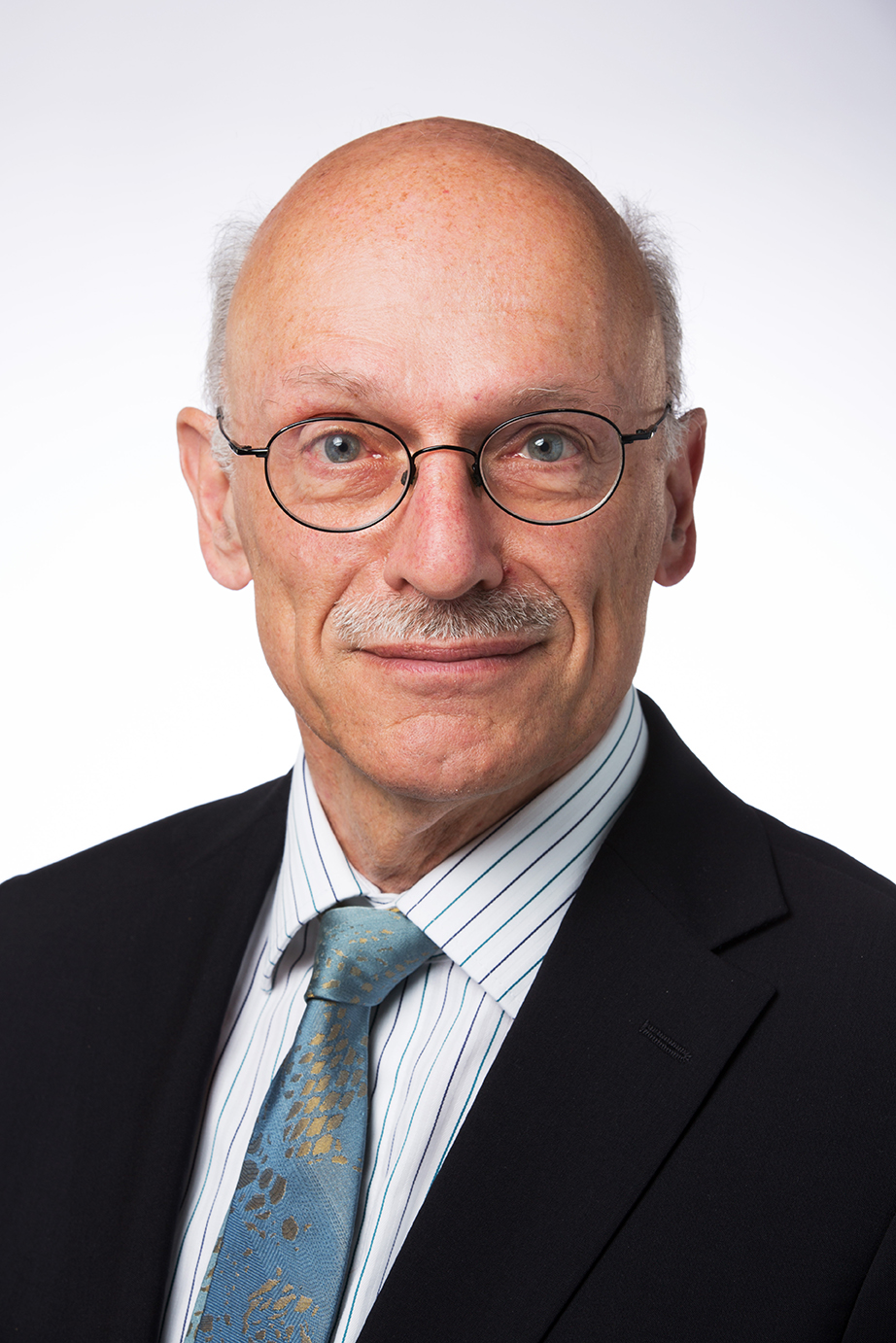
Beat Kappeler (2015)

Beat Anton Gabriel Kappeler  (* 11. September 1946 in Villmergen; heimatberechtigt in Oberwangen) ist ein Schweizer Ökonom, Publizist und Autor.

## Leben
Kappeler besuchte die Sekundarschule Flade in St. Gallen und absolvierte ein Gymnasium in Gossau SG. Nach dem Maturitätsabschluss studierte er Weltwirtschaft und Völkerrecht am Institut de Hautes Etudes Internationales der Universität Genf. 1970 schloss er dieses Studium mit dem Licence ès sciences politiques ab. Anschliessend war er freier Wirtschaftsjournalist. Von 1977 bis 1992 amtete er als Sekretär des Schweizerischen Gewerkschaftsbundes, betraut mit Liberalisierungsdossiers in Wettbewerbs-, Welthandels- und Wirtschaftspolitik. Seither ist er freier Wirtschaftsjournalist und Buchautor. Von 1993 bis 2002 war Kappeler Autor bei der Weltwoche. Von 1996 bis 2000 war er ausserordentlicher Professor für Sozialpolitik am Hochschulinstitut für öffentliche Verwaltung (IDHEAP) in Lausanne. Von März 2002 bis Oktober 2018 war er Kolumnist für die NZZ am Sonntag. Er schrieb Kolumnen in Le Temps, längere Essays im Schweizer Monat und war Gast in der Fernsehsendung Arena. Er schreibt Beiträge für das Austrian Institute for Economics and Social Philosophy in Wien.
Kappeler vertritt marktwirtschaftliche Lösungen in der Sozial- und Geldpolitik.
Er ist verheiratet mit Franziska Rogger, Vater von zwei erwachsenen Söhnen und wohnt in Hinterkappelen.

## Auszeichnungen
- 1999: Ehrendoktor der Wirtschaftswissenschaftlichen Fakultät der Universität Basel[4]
- 1999: Zürcher Journalistenpreis[5]
- 2011: Wilhelm Röpke-Preis des Liberalen Instituts, Zürich[6]
- 2013: Bonny-Preis der Freiheit[7]

## Publikationen
- EU. Ohne Konzept kein Beitritt. Der Bundesrat ist nicht EU-tauglich. Opinio, Basel 2001, ISBN 3-03999-011-X.
- Wirtschaft für Mutige. Plädoyer für eine Zukunft jenseits des Schablonendenkens. Verlag FAZ, Frankfurt 2002, ISBN 3-933180-74-0.
- Die Neue Schweizer Familie. Familienmanagement und Rentensicherheit. Nagel & Kimche, München 2004, ISBN 3-933180-74-0.
- mit Karl-Heinz Hug und Martin Zenhäusern: Joseph Deiss und die Schweiz. Orell Füssli, Zürich 2006, ISBN 978-3-280-05216-7
- Was vermag Ökonomie? Zu wirtschaftlichem Wert, Wachstum, Wandel und Wettbewerb. Aufsatzsammlung, Beat Kappeler (Herausgeber), Verlag NZZ Libro, Zürich 2007, ISBN 978-3-03823-331-2
- Sozial, sozialer, am unsozialsten: Lebenswelt, Arbeitswelt und Weltmarkt fordern eine neue Sozialpolitik. Verlag NZZ Libro, Zürich 2007, ISBN 978-3-03823-332-9
- Wie die Schweizer Wirtschaft tickt. Die letzten 50 Jahre und die nächsten. Verlag NZZ, Zürich 2011, ISBN 978-3-03823-722-8
- Hans Eisenring – man kann alles lernen. Biographie. Stämpfli, Bern 2011, ISBN 978-3-7272-1319-9
- Leidenschaftlich nüchtern. Für eine freie und vitale Gesellschaft. Verlag NZZ, Zürich 2014, ISBN 978-3-03823-913-0.
- Staatsgeheimnisse? Was wir über unseren Staat wirklich wissen sollten. Verlag NZZ, Zürich 2016, ISBN 978-3-03810-224-3.
- Der Superstaat. Von Bürokratie und Parteizentralen und wie man den schlanken Staat zurückgewinnt. NZZ Libro, 3. Auflage,  Zürich 2020. ISBN 978-3-907291-10-8.[8][9]
- Vermögen für alle. Wer die bessere Verteilung hemmt, und wie wir sie erreichen. NZZ Libro, Basel 2022, ISBN 978-3-907396-03-2.
- Wenn alles reisst – hält die Schweiz? Krieg, Euro, Migration, Schulden, Inflation, Aufruhr, Geopolitik. Stämpfli, Bern 2023, ISBN 978-3-7272-6162-6.
- Katholisch – 2500 Jahre im Selbstversuch. epubli.de, 2024, ISBN 978-3-7598-2136-2
- Geld in falschen Händen. epubli.com, 2024, 88 S., ISBN 978-3-7598-7004-9